# الكدادة (حبيش)

تعديل مصدري - تعديل

الكدادة محلة تابعة لقرية شعب النجار، التابعة لعزلة شباع بمديرية حبيش إحدى مديريات محافظة إب في الجمهورية اليمنية، بلغ تعداد سكانها 164 حسب تعداد اليمن لعام 2004.